# Frederick Hale

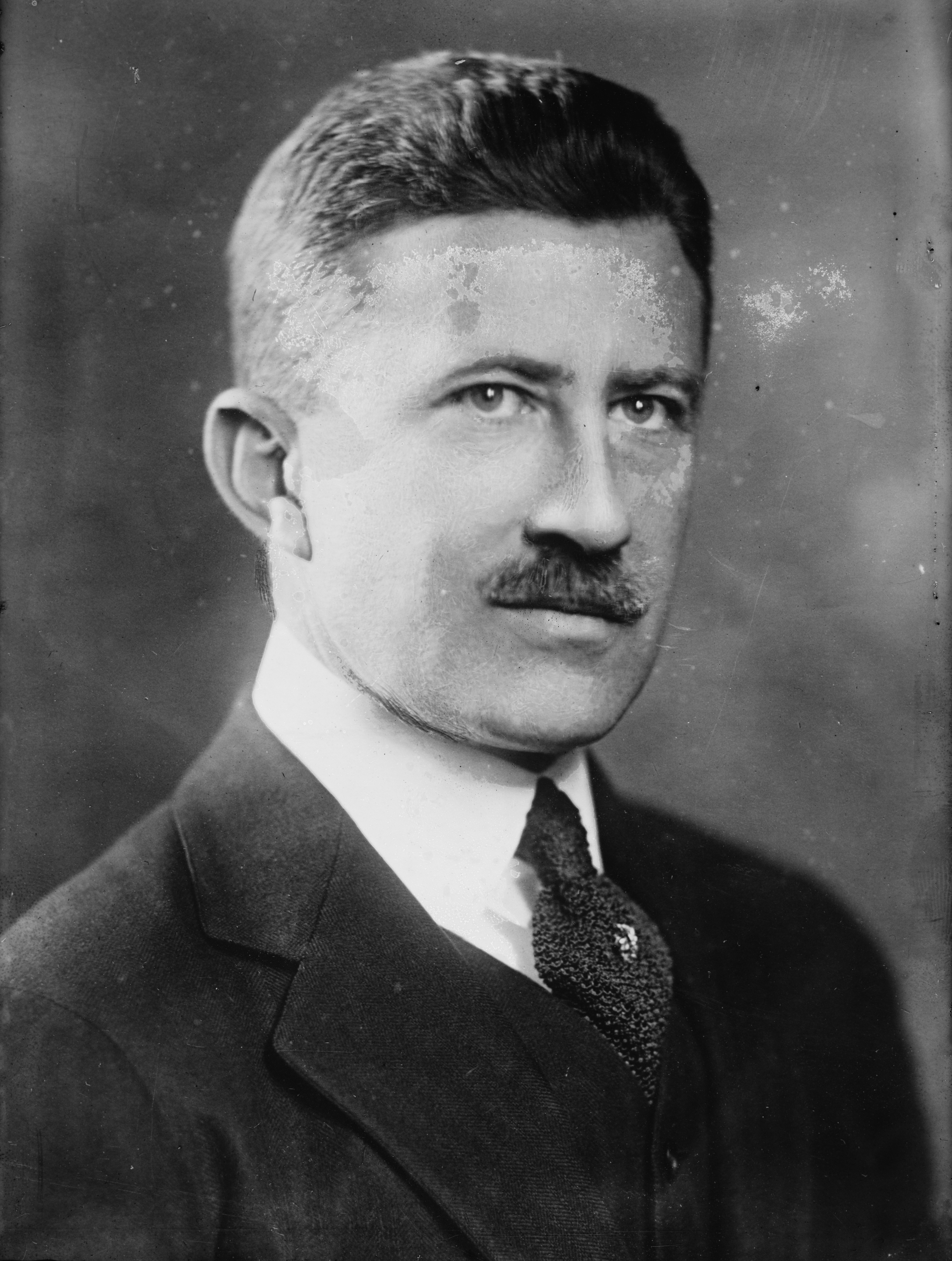
Frederick Hale

Frederick Hale, född 7 oktober 1874 i Detroit, Michigan, död 28 september 1963 i Portland, Maine, var en amerikansk republikansk politiker. Han representerade delstaten Maine i USA:s senat 1917–1941. Han var son till Eugene Hale.
Hale utexaminerades 1896 från Harvard University. Han studerade sedan juridik vid Columbia Law School och arbetade som advokat i Portland, Maine.
Hale besegrade den sittande senatorn Charles Fletcher Johnson i senatsvalet 1916. Han omvaldes 1922, 1928 och 1934. Han ställde inte upp för omval i senatsvalet 1940 och efterträddes som senator i januari 1941 av Owen Brewster.
Hale var kongregationalist. Han gravsattes på Woodbine Cemetery i Ellsworth, Maine.